# Jerzy Knabe
Jerzy Knabe (ur. 26 kwietnia 1933 w Warszawie, zm. 26 kwietnia 2024) – polski żeglarz (kapitan jachtowy żeglugi wielkiej), płetwonurek, publicysta (m.in. Poznaj Świat i Żagle), inżynier związany m.in. z Politechniką Poznańską i Politechniką Warszawską, od roku 1970 zamieszkały w Londynie; współzałożyciel m.in. Yacht Klubu Polski w Londynie i Mesy Kaprów Polskich w Bractwie Wybrzeża, członek Rady programowej Polskiej Fundacji Morskiej, uczestnik wielu wypraw żeglarskich, kajakowych i lądowych.

## Życiorys

### Dzieciństwo

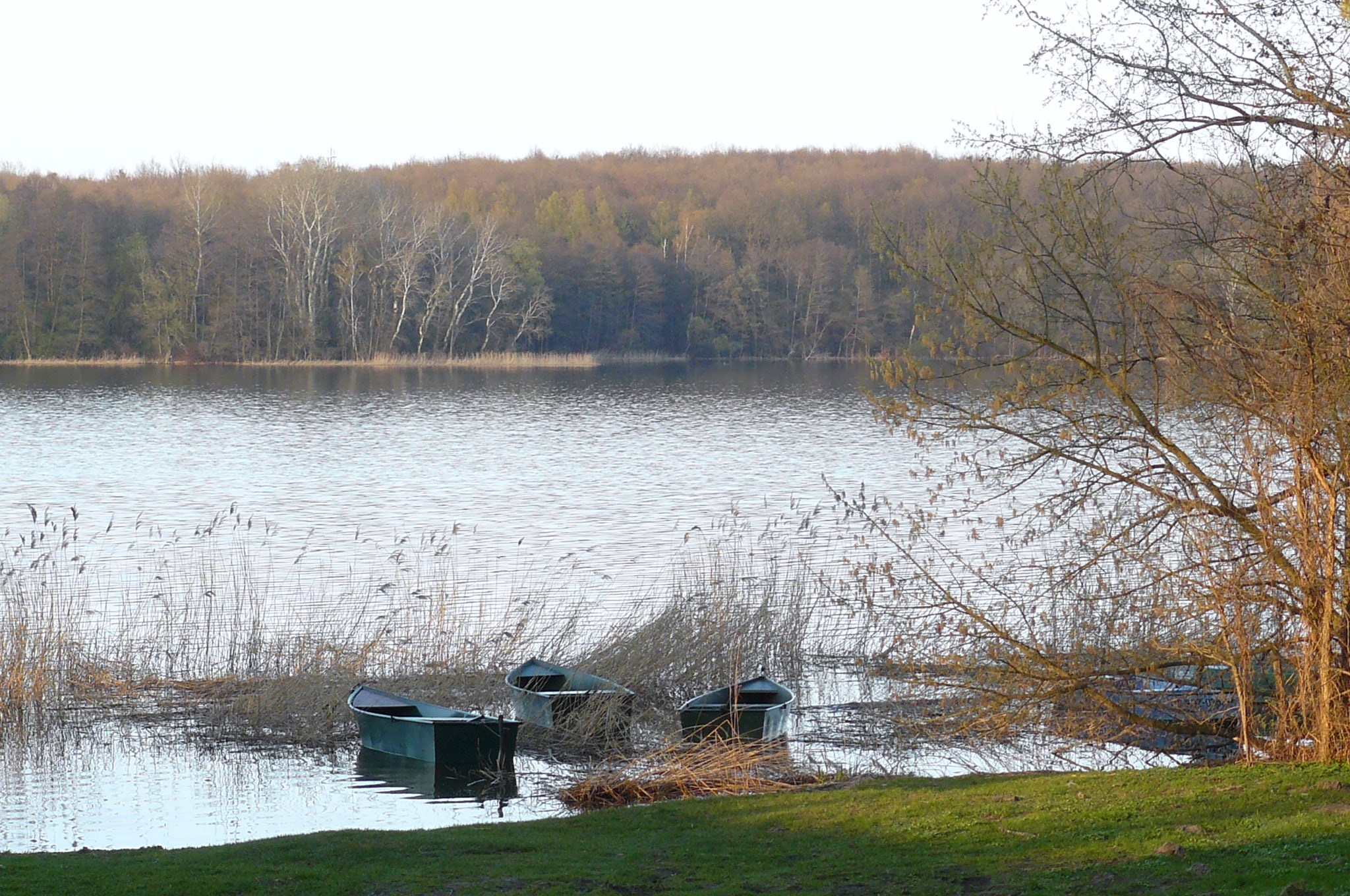
Jezioro Kierskie

Urodził się w Warszawie, gdzie uczęszczał do szkoły w okresie okupacji niemieckiej. W czasie powstania warszawskiego, był łącznikiem Harcerskiej Poczty Polowej na terenie Śródmieścia. Po upadku powstania i wysiedleniu z Warszawy znalazł się, z matką i bratem, w Kocmyrzowie koło Krakowa, a następnie w Częstochowie. Tam rodzinę odnalazł ojciec, któremu udało się zbiec z transportu powstańców do obozu jenieckiego. W lutym 1945 wszyscy  uciekali nocą do Brwinowa, aby uniknąć aresztowania ojca przez NKWD. Kolejnym miejscem zamieszkania rodziny była Łódź, a następnie Poznań, w którym Jerzy Knabe kontynuował naukę, działał w harcerstwie i ukończył pierwszy kurs żeglarski (Jezioro Kierskie w Kiekrzu, Strzeszynek).

### Studia i pierwsze podróże
Po maturze rozpoczął studia w Szkole Inżynierskiej. Studiował na Politechnice Warszawskiej (magisterium uzyskał jako asystent na PW). W czasie studiów należał do grupy założycieli pierwszego w Polsce klubu płetwonurków przy Klubie Morskim Warszawskiej Ligi Przyjaciół Żołnierza (rok 1954), fascynował się literaturą podróżniczą, uczył się esperanto, chorwackiego i słoweńskiego, uczestniczył w pierwszych wyprawach – żeglarsko-nurkowych i lądowych, m.in. w charakterze kierownika technicznego w ekipie międzynarodowej samochodowej wyprawy przez Afrykę. Przysyłał do Polski reportaże z tych podróży – artykuły do gazet, m.in. do czasopisma Żagle (z którym nawiązał wieloletnią współpracę), i filmy. 

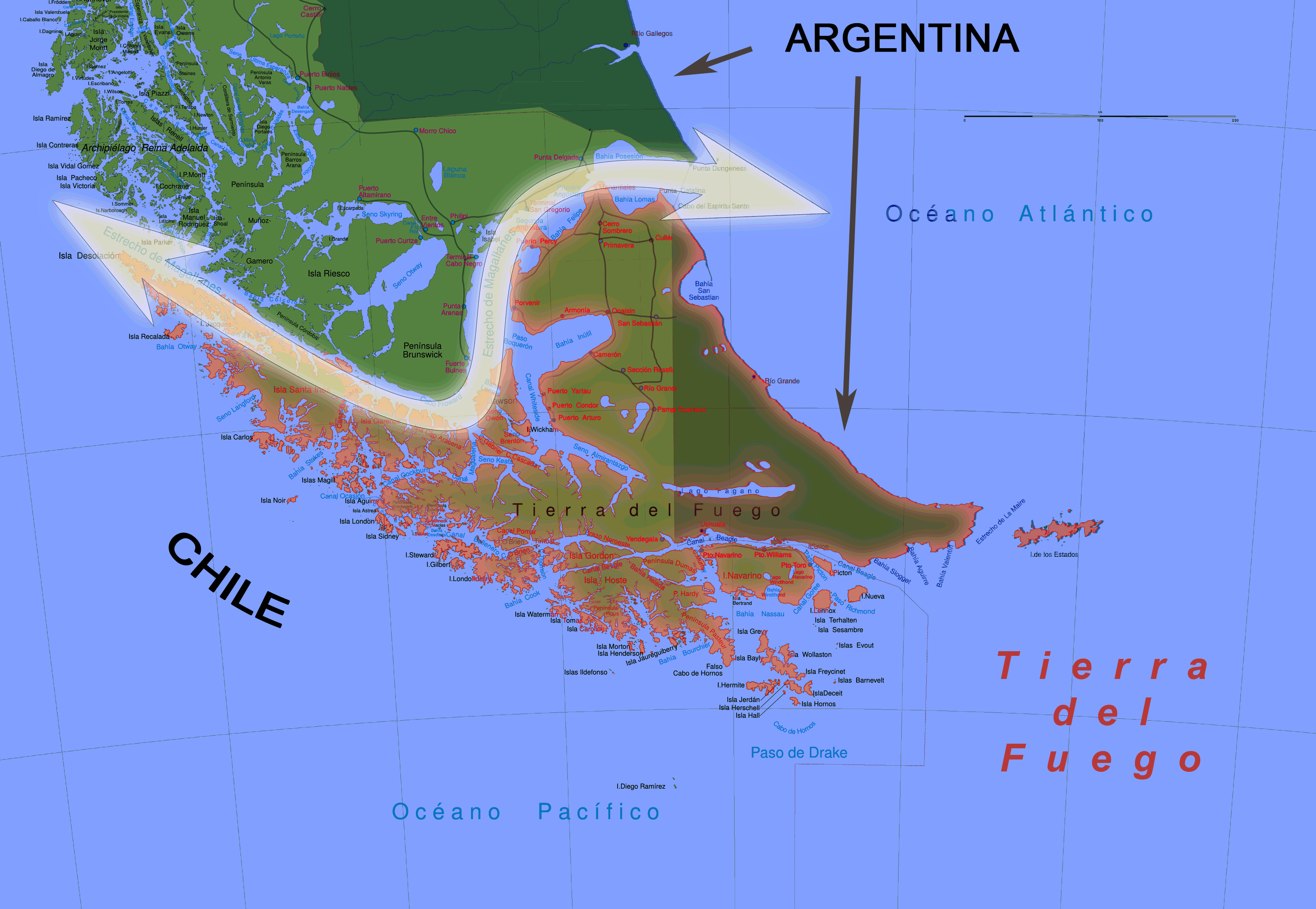
Cieśnina Magellana – część trasy Śmiałego i cel pierwszej Polskiej Wyprawy Kajakowej

Po powrocie do kraju rozpoczął Studium Dziennikarskie Uniwersytetu Warszawskiego. Studia przerywały kolejne wyprawy, w tym historyczny geograficzno-żeglarski rejs wokół Ameryki Południowej na Śmiałym. Po skończeniu studiów dziennikarskich (1968) otrzymał pracę na statku chłodniczym „Stella Nova”, na którym pracował przez rok (1968/1969) jako II oficer, równocześnie organizując pierwszą Polską Wyprawę Kajakową przez cieśninę Magellana. Po powrocie do kraju zdobył stopień jachtowego kapitana żeglugi wielkiej i – po długich staraniach – zgodę na kolejny wyjazd zagraniczny.

### Okres emigracyjny
Początkowo, na początku lat 70., próbował we Francji (wraz z kolegami-nurkami) przebudować starą łódź ratowniczą na jacht, umożliwiający żeglarsko-nurkową wyprawę na Morza Południowe, później udał się na ponowną lądową wędrówkę po Afryce, a ostatecznie znalazł się w Anglii. W roku 1982 został współzałożycielem Polskiego Yacht Clubu w Londynie (YKP LONDYN); przez wiele lat pełnił funkcję jego sekretarza i komandora, a od 30 marca 2012 r. jest Komandorem Honorowym. Nawiązał współpracę z różnymi środowiskami żeglarskimi, głównie polskimi i polonijnymi (organizacja zlotów, rejsów, regat). Pisze książki, jest korespondentem prasowym, radiowym i telewizyjnym.

## Rejsy żeglarskie i inne podróże
wyjazdy z Polski
- 1959–1960 – 9-miesięczna żeglarsko-nurkowa wyprawa z kpt. Bolesławem Kowalskim jachtem Dar Opola na Morze Czerwone; Jerzy Knabe pełnił funkcje kierownika technicznego wyprawy, szefa nurkowania i III oficera pokładowego[a][4][6],
- wyprawa lądowa „Karawana przyjaźni przez Afrykę”, organizowana przez Internacia Geografa Asocio (Egipt–Tanganika, łącznie 1,5 roku)[b][4],
- 1963–1967 – inicjatywa, organizacja i realizacja żeglarskiej wyprawy naukowo-badawczej jachtem Śmiały dookoła Ameryki Południowej. W rejsie uczestniczyli również Bronisław Siadek (inicjator wyprawy, redakcja Poznaj Świat), Krzysztof Wojciechowski (UL, zastępca kierownika naukowego) i Krzysztof Baranowski (Trybuna Ludu). W części rejsu brali udział: Tadeusz Wilgat (kierownik naukowy), Mieczysław Kluge (PTG), Tomasz Romer (lekarz wyprawy) oraz Ludomir Mączka, który przyłączył się do załogi w Buenos Aires (II oficer i bosman). Od końca lipca 1965 r. do końca października 1966 r. przepłynięto przez 3 morza i 2 oceany, w tym przez Kanał Kiloński, Wyspy Kanaryjskie, Cieśninę Magellana, kanały Patagonii, Kanał Panamski i ponownie przez wody Europy. Załoga odwiedziła Argentynę, Chile, Peru, Panamę i Bahamy, realizując programu naukowy.  W czasie pobytu w Chile 1 czerwca 1966 członkowie załogi „Śmiałego” zostali przyjęci do stowarzyszenia Hermandad de la Costa – zostali pierwszymi polskimi członkami Bractwa Wybrzeża (Mesa Kaprów Polskich), którego celem jest popularyzowanie idei żeglarstwa i udzielanie sobie wzajemnej pomocy (Jerzy Knabe był przez 7 lat kapitanem Polskiego Bractwa)[6][7][10],
- 1968–1969 – rejsy na stanowisku drugiego oficera na chłodnicowcu „Stella Nova” pod banderą brytyjską po wodach Środkowej i Południowej Ameryki[4][6],
- 1969 – współorganizacja Pierwszej Polskiej Wyprawy Kajakowej przez Cieśninę Magellana[4][6],
- 1970 – 9-miesięczna samochodowa wyprawa do Afryki (Maroko, Sahara Hiszpańska, Mauretania, Gambia, Senegal).

okres londyński, m.in.
- organizacja trzech zlotów żeglarzy polonijnych w Polsce i „Memoriału Sikorskiego” w Gibraltarze (50-lecie katastrofy w roku 1943)[8],
- 1996–2000 –  udział w sześcioletniej podróży dookoła świata polskiego jachtu „Bona Terra” (na stanowisku kapitana na etapach  Brazylia–Kolumbia i Malta–Szczecin[6][7].

## Publikacje (wybór)[4]
- „Poradnik płetwonurka”, współautorstwo (1966)
- „Śmiałym dokoła kontynentu” Wydawnictwo Morskie, Gdynia 1967 (seria Miniatury Morskie, zeszyt nr 123)
- M.M. Bailey, „117 dni na łasce oceanu” (tłumaczenie z angielskiego)
- Joży Horvatha, „Besa” (tłumaczenie z chorwackiego)
- „10-języczny słownik żeglarski” (dodanie terminologii polskiej i rosyjskiej do słownika 8-języcznego)
- praca w redakcji sekcji polskiej BBC w okresie stanu wojennego,
- współpraca z redakcjami czasopism (reportaże z podróży), m.in. z pismem Żagle (ponad 40 lat współpracy)
- aktywność w internecie (cyt. „Nadal zupełnie nie mam czasu się nudzić...” [Jerzy Knabe, Luty 2006][4], np.[czy to ważne?]:
  - „I znowu turecka mitręga” (7) – Korespondencja kpt. Jerzego Knabe „którą możecie traktować, nie tylko jako korepetycje geograficzno-historyczne, wskazówki praktyczne dla wybierających się w tamte strony, ale i asumpt do rozważań, czy Polsce powinno zależeć na wejściu Turcji do Unii Europejskiej” [Don Jorge][11],
  - Jerzy Knabe o wielkich regatach (14.01.2001)[12]
  - Apel Jerzego Wagnera Brat #2 w sprawie organizacji Roku Wagnera] Londyn, luty 2012[13]
  - kom.Jerzy Knabe/Patrycja Długoń, Pierwsza relacja ze strony „Wagner Rally 2012”[14]

## Nagrody i wyróżnienia
- Nr 2 na liście członków Bractwa Wybrzeża[15]
- przynależność do Władz Centralnych Bractwa Wybrzeża (Vigia Internacional)[16]
- 2000 – Rejs Roku – Srebrny Sekstant[17]
- 2007 – Nagroda „Chwała Mórz”, przyznana przez Mesę Kaprów Polskich)[18]
- 2009 – Nagroda Magazynu Jachting „Żeglarz Polonijny Roku”[19]